# V-30 (Spanje)

De V-30

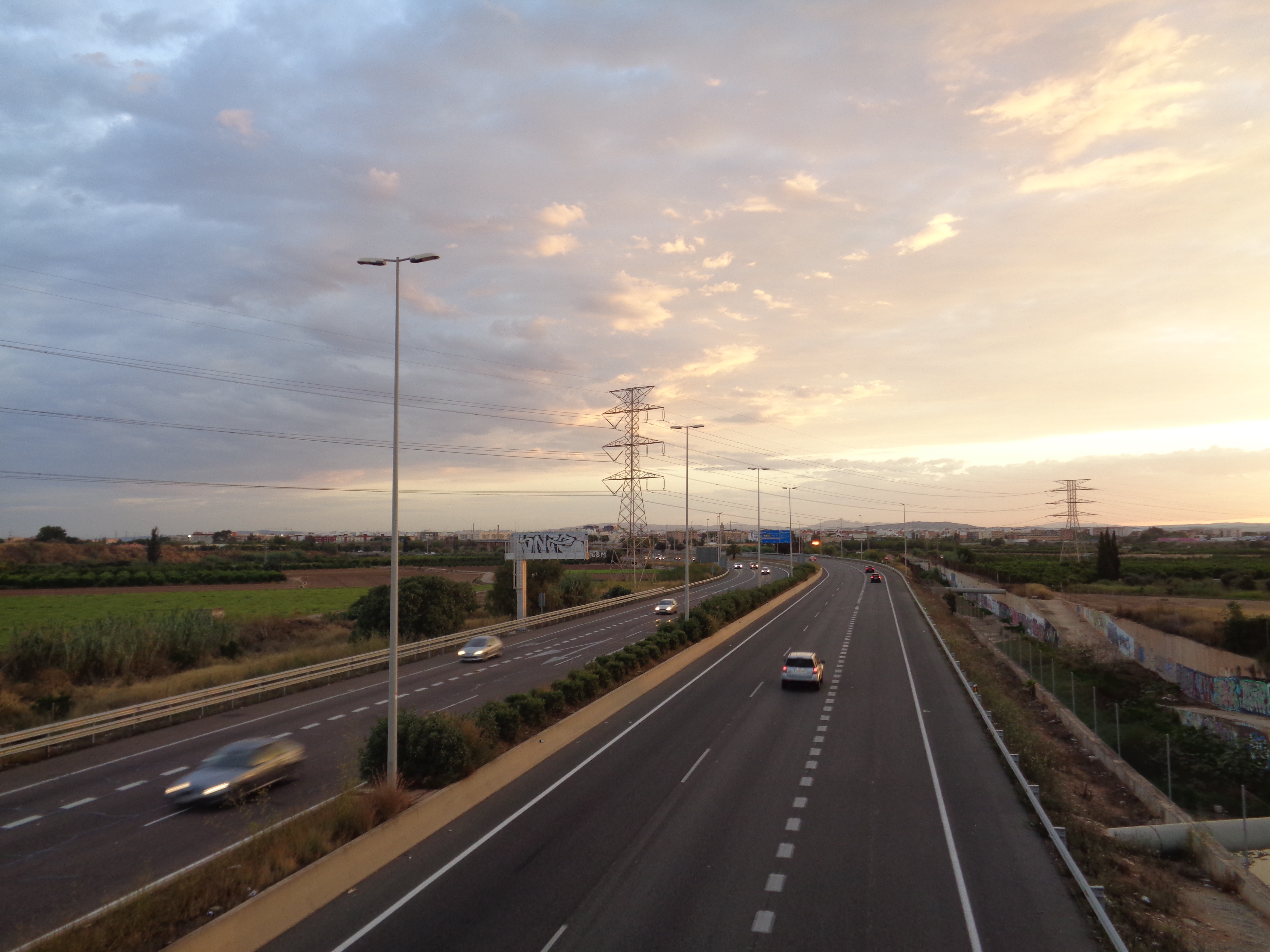
De V-30

De V-30 of Autovía de Circunvalación de Valencia (Valenciaans: Circumval·lació de València) is een autovía in Valencia. De zeventien kilometer lange snelweg sluit aan op de CV-30 en vormt de ringweg van Valencia. 